# Xestia triangulum
Xestia triangulum là một loài bướm đêm trong họ Noctuidae.

## Hình ảnh

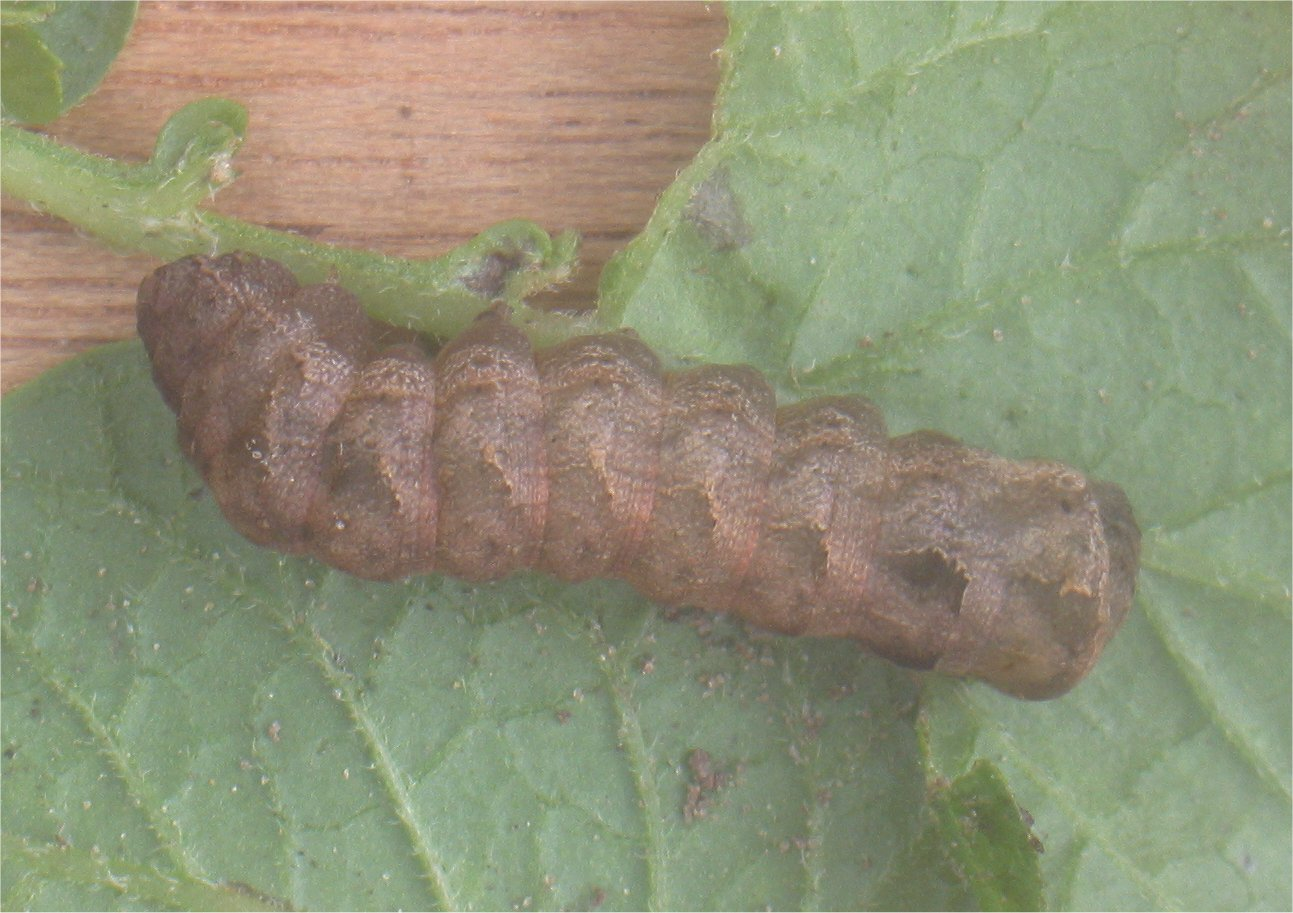
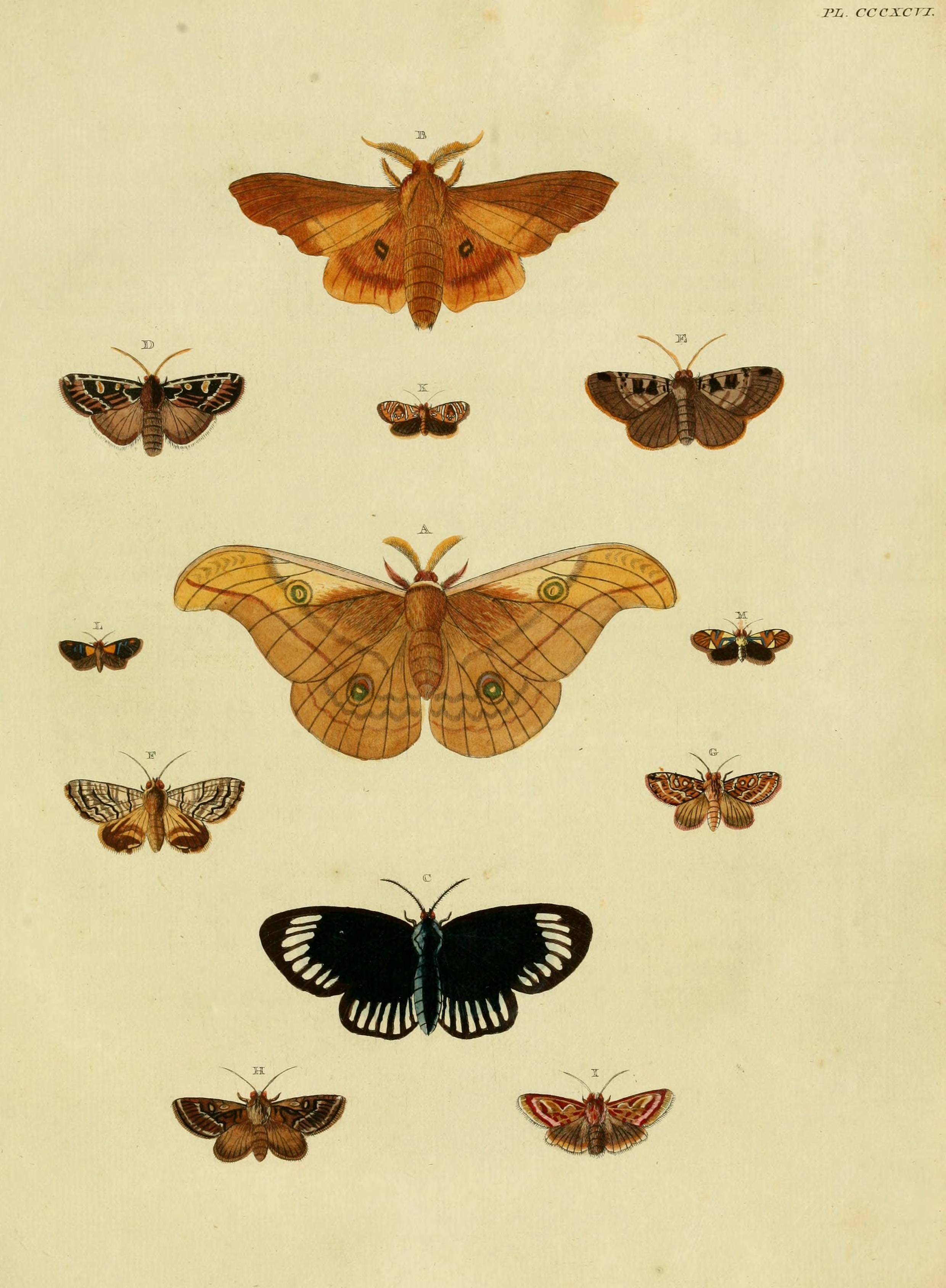
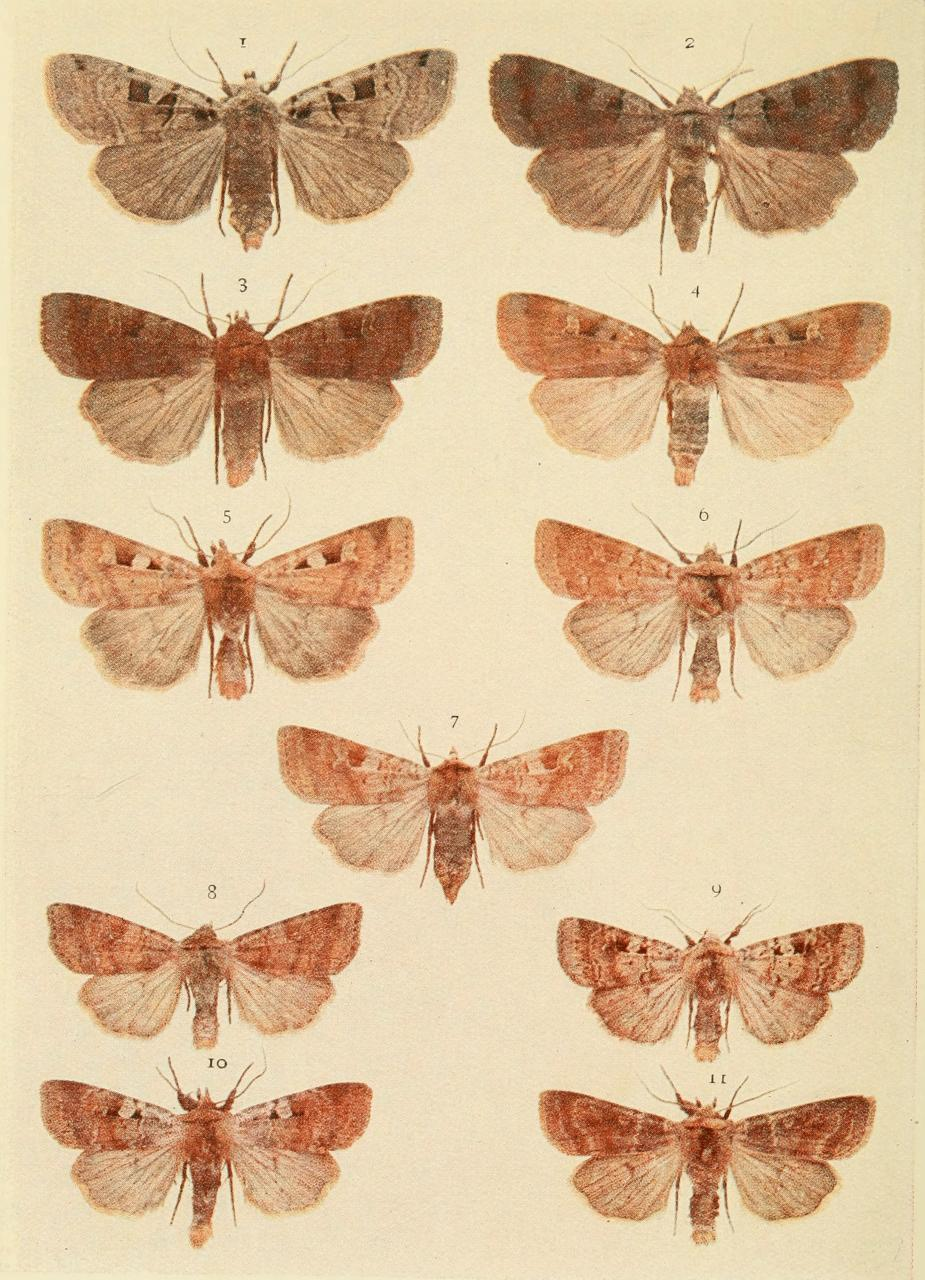
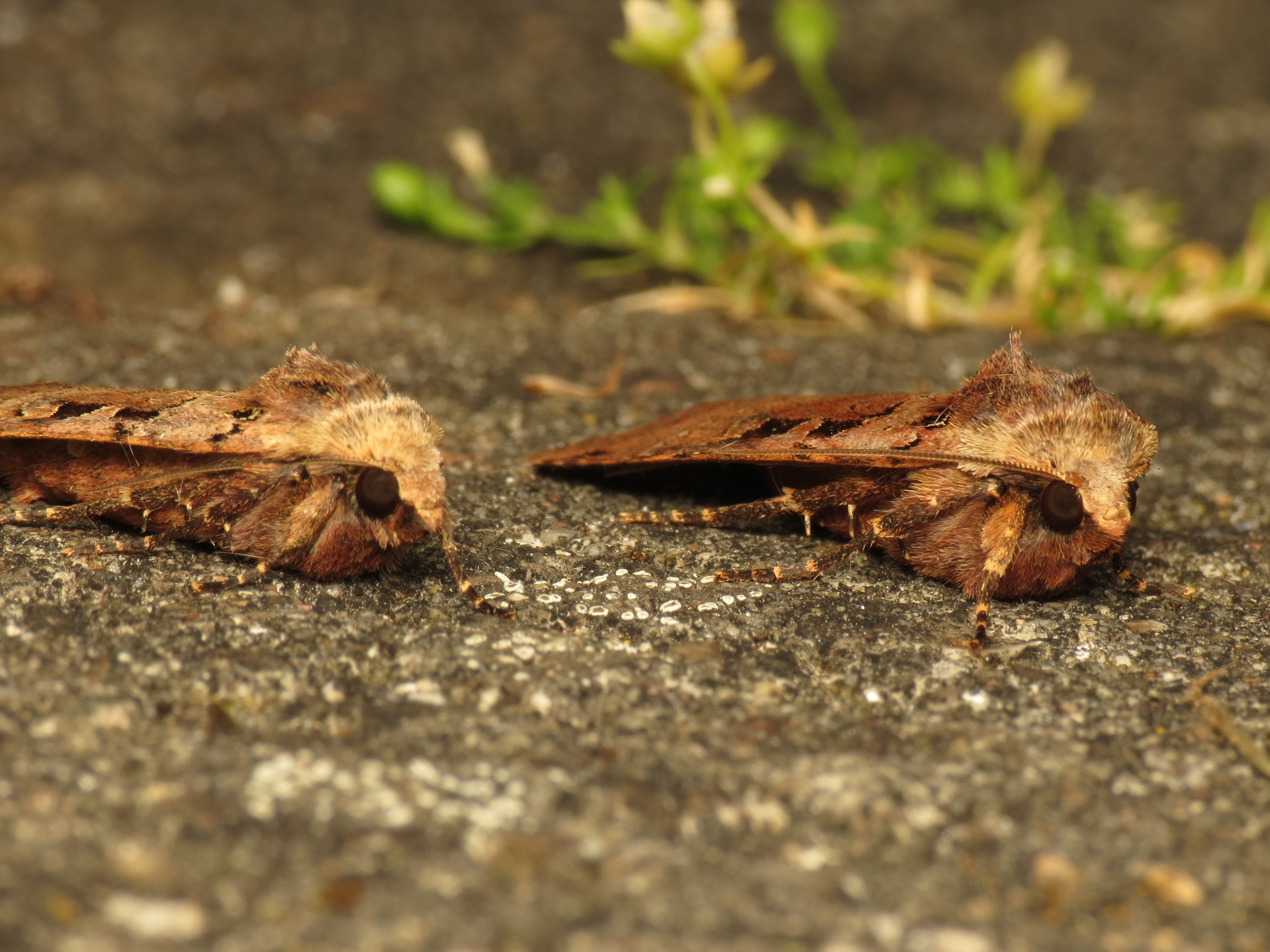